# Xoài Sài Gòn
Xoài 'Sài Gòn' là một giống giống xoài ban đầu được giới thiệu đến Hoa Kỳ thông qua hạt giống từ Đông Nam Á.

## Lịch sử
Hạt giống xoài Sài Gòn đã được chuyển đến Hoa Kỳ từ thành phố Sài Gòn, Nam Kỳ Việt Nam, vào năm 1902 và được trồng tại trạm giới thiệu nhà máy của USDA ở Miami, Florida, để nghiên cứu. Edward Simmonds, giám đốc nhà ga, nhận thấy trái cây có chất lượng tốt 
Cây xoài Sài Gòn hầu hết trở thành sự thật từ hạt giống, mặc dù có một số biến thể. Điều này có nghĩa là nhiều loại xoài Sài Gòn ra đời, và do đó, tên này bao gồm nhiều loại khác nhau.
Vì những phẩm chất tích cực của trái cây, xoài Sài Gòn đã được sử dụng trong thí nghiệm lai tạo của Edward Simmonds, kết quả là sự lai tạo giữa một giống xoài Sài Gòn và một giống từ Ấn Độ có tên 'Amini'. Kết quả của phép lai được đặt tên là 'Samini'.
Xoài Sài Gòn cũng là cha mẹ của những quả xoài khác ở Florida, kể cả xoài Florigon, có tên là do phép lại giữa hai chữ "Florida" và "Sài Gòn". Xoài Sài Gòn cũng được cho là cha mẹ của xoài ' Glenn '.
Cây xoài Sài Gòn được trồng trong các bộ sưu tập của USDA tại kho lưu trữ mầm ở Miami  và Trung tâm nghiên cứu và giáo dục nhiệt đới của Đại học Florida ở Homestead, Florida.

## Miêu tả
Quả có hình bầu dục đến hình trứng với đỉnh nhọn và thường có mũi khoằm ở bên nhỏ. Trái cây trung bình dưới một pound trọng lượng khi trưởng thành và có vỏ màu xanh lá cây đến vàng, đôi khi phát triển một số phần hồng nhạt ở bên má. Thịt màu vàng hoàn toàn không có chất xơ và có hương vị ngọt nhẹ và có mùi thơm. Xoài Sài Gòn có chứa một hạt đa phôi và thường trưởng thành từ tháng Sáu mặc dù tháng Bảy ở Florida.
Các cây được coi là phát triển mạnh mẽ, với các tán cây cỡ trung bình, mở và tròn.